# Allostemma brunneum
Allostemma brunneum är en stekelart som beskrevs av Peter Neerup Buhl 2004. Allostemma brunneum ingår i släktet Allostemma och familjen gallmyggesteklar. Inga underarter finns listade i Catalogue of Life.